# Lúcio Semprônio Atratino (cônsul em 34 a.C.)
Lúcio Semprônio Atratino (m. 7 d.C.; em latim: Lucius Sempronius Atratinus) foi um político da gente Semprônia da República Romana nomeado cônsul sufecto em 34 a.C., servindo com Lúcio Escribônio Libão. É famoso principalmente por ter sido mencionado no discurso "Pro Caelio", proferido por Cícero em defesa de Marco Célio Rufo.

## Carreira
Provavelmente nascido num ramo patrício da antiga gente Semprônia, Atratino foi provavelmente adotado por Lúcio Calpúrnio Béstia, mas não assumiu o nomen gentile de seu pai adotivo. Em 56 a.C., Atratino iniciou o processo contra Marco Célio Rufo, que havia tentado antes, sem sucesso, processar o pai adotivo de Atratino por suborno. Célio também havia se desentendido com sua amante, Clódia, ela pediu que Atratino o acusasse de tentativa de envenenamento e de tentar assassinar um embaixador. Célio contratou Cícero para defendê-lo e ele conseguiu sua absolvição. Em seu discurso "Pro Caelio", Cícero alegou que Atratino estava sendo manipulado por Clódia, que queria se vingar de Célio pelo fim do relacionamento.
Em 40 a.C., Atratino foi nomeado pretor sufecto, uma vez que todos os pretores eleitos foram desnomeados depois do Tratado de Brundísio entre Otaviano, Marco Antônio e Lépido, o chamado Segundo Triunvirato. No final do ano, ele e seu colega, Marco Valério Messala Corvino, convocaram o Senado para apresentarem Herodes, o Grande, que havia recebido dos romanos do título de rei da Judeia. Neste mesmo ano, Atratino foi eleito para o papel de áugure, um dos sacerdotes da Roma Antiga, uma posição que ele manteve até sua morte, em 7 d.C.
Um aliado de Marco Antônio, Atratino foi um de seus legados, servindo como governador propretorial da Acaia em 39 a.C. Em 36 a.C., recebeu o comando de uma parte da frota que Antônio havia enviado para ajudar Otaviano a vencer Sexto Pompeu durante a Revolta Siciliana. Em 34 a.C., foi nomeado cônsul sufecto em 1 de janeiro, depois de Marco Antônio ter ocupado a posição por meras 24 horas. O próprio Atratino ficou na posição até 1 de julho e, como era o costume, renunciou. Em algum momento antes da Batalha de Ácio (31 a.C.), Atratino abandonou a facção de Antônio e passou a apoiar Otaviano. Como recompensa, foi governador proconsular da África por volta de 23 a.C. e celebrou um triunfo por suas ações durante seu mandato em 21 a.C.
A irmã de Atratino, Semprônia, casou-se com Lúcio Gélio Publícola, cônsul em 36 a.C. Seu túmulo, muito mal preservado, está localizado em Gaeta, na Itália.